# Chrysosoma principale
Chrysosoma principale är en tvåvingeart som beskrevs av Becker 1922. Chrysosoma principale ingår i släktet Chrysosoma och familjen styltflugor. Inga underarter finns listade i Catalogue of Life.